# Aeroporto Internacional de Tóquio
O Aeroporto Internacional de Tóquio (東京国際空港, Tōkyō Kokusai Kūkō), conhecido comumente como Aeroporto Haneda (羽田空港, Haneda Kūkō) (IATA: HND, ICAO: RJTT) é um dos dois aeroportos internacionais que atendem a área da Grande Tóquio. É a base principal das duas principais companhias aéreas domésticas do Japão, Japan Airlines (Terminal 1) e All Nippon Airways (Terminal 2), bem como Air Do, Skymark Airlines, Solaseed Air e StarFlyer. Ele está localizado em Ōta, Tóquio, a 15 quilômetros (9,3 milhas) ao sul da Estação de Tóquio. Em 2020, o Haneda foi classificado pela Skytrax como o 2º Melhor Aeroporto, depois do Aeroporto Changi de Singapura. É também considerado como o aeroporto mais limpo do mundo.
Haneda foi o principal aeroporto internacional a atender a região de Tóquio até 1978; de 1978 a 2010, Haneda recebia quase todos os voos domésticos de e para Tóquio, bem como voos "charter regulares" para um pequeno número de grandes cidades no Leste Asiático, como Seul, Singapura e Taipei, enquanto o Aeroporto Internacional de Narita recebia a grande maioria de voos internacionais para a Europa e para a América do Norte. Em 2010, um Terminal Internacional dedicado, atual Terminal 3, foi inaugurado em Haneda em conjunto com a conclusão de uma quarta pista, permitindo voos de longo curso durante o horário noturno. Haneda passou a ter serviços de longa distância durante o dia em março de 2014, com operadoras oferecendo serviço sem escalas para 25 cidades em 17 países. O governo japonês está atualmente incentivando o uso de Haneda para rotas comerciais premium e o uso de Narita para rotas de lazer e por companhias aéreas de baixo custo.
Haneda recebeu 87 098 683 passageiros em 2018; por volume de passageiros, foi o terceiro aeroporto mais movimentado da Ásia e o quarto mais movimentado do mundo, depois do Aeroporto Internacional de Atlanta Hartsfield-Jackson, Aeroporto Internacional de Pequim-Capital (o mais movimentado da Ásia) e Aeroporto Internacional de Dubai.

## Instalações
O aeroporto de Haneda tem três terminais de passageiros. Os terminais 1 e 2 são conectados por uma passarela subterrânea. Um ônibus gratuito entre os terminais conecta todos os terminais pelo lado terrestre. A Rota A passa entre o Terminal 1 e 2 a cada quatro minutos e a Rota B passa de mão única do Terminal 3, 2, 1 e, em seguida, volta ao Terminal 3 a cada quatro minutos.
O Aeroporto de Haneda está aberto 24 horas, embora o Terminal 1 e as seções domésticas do Terminal 2 estejam abertos apenas das 5h00 às 12h00. O horário do terminal pode ser estendido para operação de 24 horas devido ao serviço durante as madrugadas e o início da manhã da StarFlyer entre Haneda e Kitakyushu, que começou em março de 2006. As seções internacionais do Terminal 2 e 3 estão abertas 24 horas por dia.
Todos os três terminais de passageiros são administrados e operados por empresas privadas. Os terminais 1 e 2 são administrados pela Japan Airport Terminal Co., Ltd. (日本空港ビルディング株式会社, Nippon Kūkō Birudingu Kabushikigaisha), enquanto o Terminal 3 é administrado pela Tokyo International Air Terminal Corporation (東京国際空港ターミナル株式会社, Tōkyō Kokusai Kūkō Tāminaru Kabushikigaisha). As instalações de infraestrutura do aeroporto, como pistas de pouso e decolagem, pistas para taxiamento e pátios são administradas pelo Ministério de Terras, Infraestrutura, Transporte e Turismo do Japão. Em março de 2013, os Terminais 1 e 2 tinham 47 pontos de embarque no total.

### Terminal 1

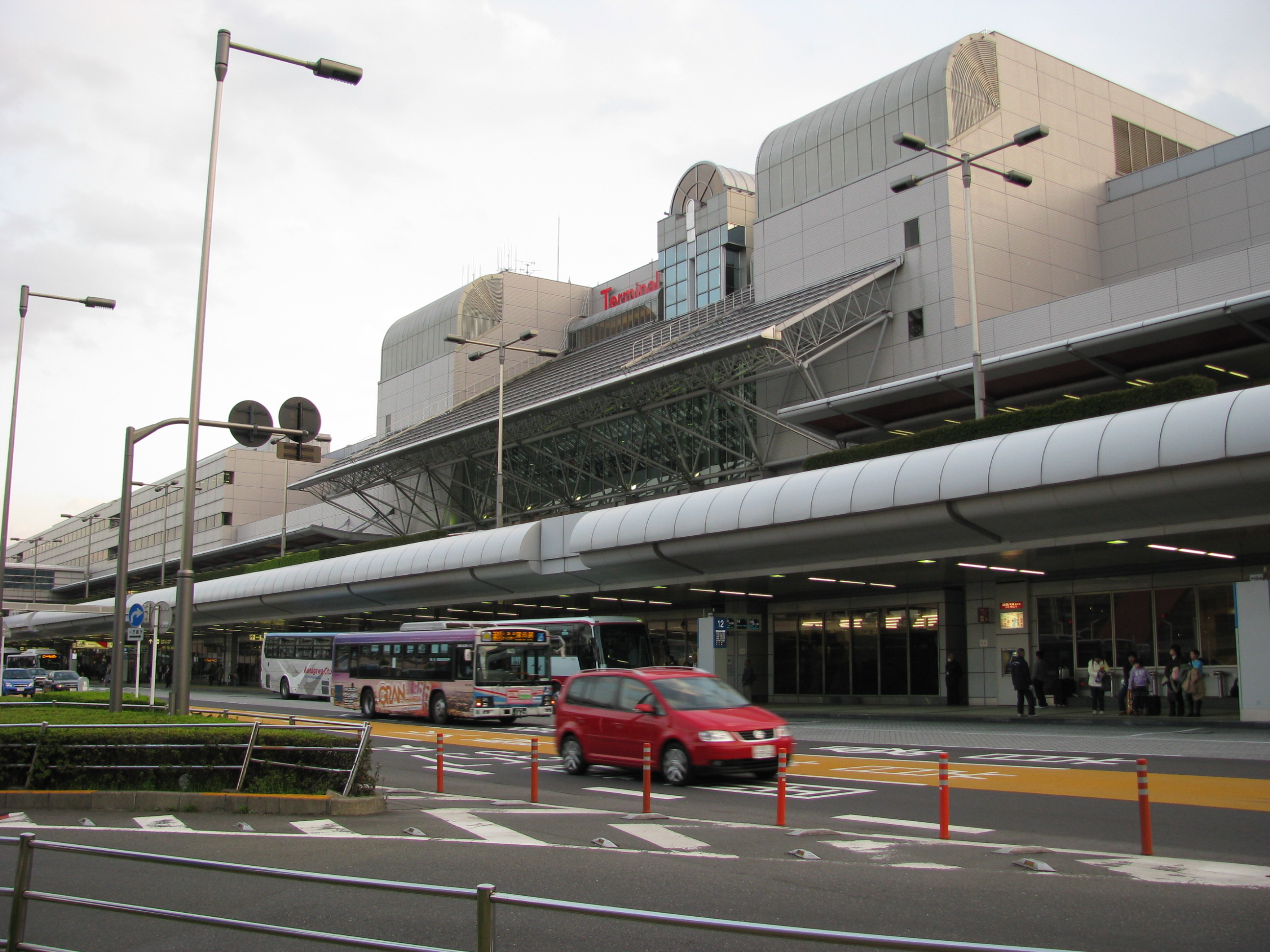
Terminal 1.

- Japan Airlines
- Japan Transocean Air
- Skymark

### Terminal 2

Terminal 2.

- All Nippon Airways
- Skynet Asia Airways
- Starflyer
- Air Do